# South Channel Fort
South Channel Fort är en konstgjord ö i Australien. Den ligger i delstaten Victoria, omkring 56 kilometer söder om delstatshuvudstaden Melbourne.
Närmaste större samhälle är Rye, nära South Channel Fort. 
Genomsnittlig årsnederbörd är 939 millimeter. Den regnigaste månaden är juni, med i genomsnitt 128 mm nederbörd, och den torraste är januari, med 44 mm nederbörd.